# Керолайн Гамфрі
Керолайн Гамфрі, баронеса Ріс з Ладлоу (уроджена Воддінгтон; нар. 1 вересня 1943) — британський антрополог і вчений.

## Біографія
Гамфрі народилась в родині біолога Конрада Воддінгтона. Її матір'ю була його друга дружина, архітектор Маргарет Джастін Бланко Вайт (донька письменниці Ембер Рівз); у неї є молодша сестра, математик Дуза Мак-Дафф, і старший зведений брат, фізик К. Джейк Воддінгтон, від першого шлюбу її батька з Сесіл Елізабет Ласселл.
Гамфрі здобула ступінь бакалавра соціальної антропології у коледжі Гіртон, Кембридж. Її дисертація для докторського ступеня, який вона здобула у 1973 році, називалася «Магічні малюнки в релігії Бурят». У 1999 році вона отримала Пам'ятну медаль Ріверса, у 2003 році здобула ступінь почесного доктора Монгольського державного університету. У 2017 році Болтонський університет надав Гамфрі ступінь почесного доктора за її видатний внесок у галузі антропології.

## Особисте життя
У 1967 році Керолайн Воддінгтон побралася з Ніколасом Гамфрі; вони не мали дітей і розлучилися у 1977 році. У 1986 році вона вийшла заміж за Мартіна Ріса та стала леді Ріс після того, як її чоловік став лицарем-бакалавром у 1992 році.

## Дослідження та посади
Гамфрі проводила дослідження в Сибіру, Непалі, Індії, Монголії, Китаї (Внутрішня Монголія), Узбекистані та Україні. У 1966 році вона стала однією з перших антропологів із західної країни, якій дозволили проводити польові дослідження в СРСР. Її докторська дисертація (1973) зосереджувалась на бурятській релігійній іконографії, а наступні теми дослідження розглядали радянські колгоспи, сільськогосподарську економіку в Індії та Тибеті, джайністську культуру в Індії та охорону навколишнього середовища та культури у Внутрішній Азії.
Між 1971 і 1978 роками вона займалася дослідженнями та отримувала офіційні стипендії в Гертон-коледжі, Кембридж, та Інституті полярних досліджень Скотта. З 1978 по 1983 рік вона читала лекції на кафедрі соціальної антропології Кембриджського університету, у 1984-89 та 1992-96 роках вона очолювала відділ досліджень археології та антропології. Гамфрі обіймала посади доцента азійської антропології, Кембриджський університет, 1995–98 роки; професора азійської антропології, 1998—2006 роки; запрошеного професора Мічиганського університету, 2000 рік; професора ім. Раузінг у галузі спільної антропології, 2006–10 роки.
У 1986 році вона стала співзасновницею Відділу вивчення Монголії та внутрішньої Азії (ВВМВА) у Кембриджі. У жовтні 2010 року вона залишила посаду професора ім. Раузінг в галузі спільної антропології у Кембриджському університеті, щоб очолити дослідження ВВМВА.
З 1978 року вона — член Королівського коледжу Кембриджу. У 2010 році вона завершила монографію «Монастир у часі: Становлення монгольського буддизму», написану спільно з Хурелбаатар Уджид. Книга стала кульмінацією багатьох польових досліджень і візитів з 1995 року до монастиря Мерген в регіоні Урад у Внутрішній Монголії (Китай), де з XVIII століття підтримується особлива форма монголомовного буддизму.

## Відзнаки
Під час новорічних відзнак 2011 року Гамфрі стала дамою-командором Ордена Британської імперії «за заслуги в науці». Гамфрі — почесний член коледжу Робінсона в Кембриджі. У 2004 році її обрали членом Американського філософського товариства.

## Праці
- Karl Marx Collective: Economy, Society and Religion in a Siberian Collective Farm [нагорода Стейлі, Школа американських досліджень] (1983)
- (ред. з Майклом Каррітерсом) The Assembly of Listeners: Jains in Society (1991)
- (ред. з Стівеном Г'ю-Джонсом) Barter, Exchange and Value (1992)
- (ред. з Ніколасом Томасом) Shamanism, History and the State (1994)
- (з Джеймсом Лейдлоум) The Archetypal Actions of Ritual, illustrated by the Jain rite of worship (1994)
- (з Уржанж Онон) Shamans and Elders: Experience, Knowledge and Power among the Daur Mongols (1996)
- (ред. з Девідом Снітом) Culture and Environment in Inner Asia (1996)
- (з П'єром Вітебським) Sacred Architecture (1997) [популярна праця]
- Marx Went Away, but Karl Stayed Behind (1998)
- (з Девідом Снітом) The End of Nomadism? Society, the State and the Environment in Inner Asia (1999)
- (ред. з А. Тулохоновим) Культура и природа во Внутренней Азии (2001)
- (ред. з Девідом Снітом David Sneath) Dotugadu Aziiya-yin Soyol kiged Baigal Orchim (Environment and Culture of Inner Asia, in Mongolian) (2002)
- The Unmaking of Soviet Life: Everyday Economies After Socialism [нагорода Гелдта] (2002)
- (ред. з Кетрін Вердері) Property in Question: Value Transformation in the Global Economy (2004)
- (ред. з Кетрін Александер і Віктором Бухлі) Urban Life in Post-Soviet Central Asia (2007)
- (з Хурелбаатар Уджид) A Monastery in Time: The Making of Mongolian Buddhism [Асоціація азійських досліджень: Почесна згадка Книжкової премії Е. Джина Сміта] (2013)